# Ony Paule Ratsimbazafy
Ony Paule Ratsimbazafy (sinh ngày 3 tháng 1 năm 1977) là một vận động viên chạy nước rút người Malagasy đã nghỉ hưu, chuyên về 400 mét.
Năm 1998, cô đã giành được huy chương đồng tại Giải vô địch châu Phi, và do đó được chọn để đại diện cho châu Phi trong nội dung tiếp sức 4 × 400 mét tại World Cup IAAF 1998. Nhóm nghiên cứu, với Ratsimbazafy, Amy Mbacke Thiam, Tacko Diouf và Falilat Ogunkoya, đứng thứ bảy.
Ratsimbazafy sau đó đã thi đấu tiếp sức 4 × 100 mét tại Giải vô địch thế giới 1999 và Thế vận hội Olympic 2000, cả hai lần mà không tiến triển từ sức nóng, mặc dù kỷ lục quốc gia 43,61 giây đã được thiết lập tại Thế vận hội.
Thời gian cá nhân tốt nhất của cô trên 400 m là 52,05 giây, đạt được vào tháng 7 năm 1998 tại Paris. Đây cũng là một kỷ lục Malagasy hiện tại.